# Erythrococca integrifolia
Erythrococca integrifolia är en törelväxtart som beskrevs av Radcl.-sm.. Erythrococca integrifolia ingår i släktet Erythrococca och familjen törelväxter.
Artens utbredningsområde är Somalia. Inga underarter finns listade i Catalogue of Life.